# City National Plaza
Le City National Plaza est un complexe de gratte-ciel à deux tours sur South Flower Street dans l'ouest du centre-ville de Los Angeles, en Californie, aux États-Unis. Il s'appelait à l'origine ARCO Plaza lors de son ouverture en 1972 et ce jusqu'en 2005.

## Histoire

### Tour Richfield
Le complexe actuel se trouve sur le site de la célèbre tour Richfield, conçue dans le style Art déco par Morgan, Walls &amp; Clements, et achevée en 1929. C'était le siège de la compagnie pétrolière Atlantic Richfield. Il a été démoli au printemps 1969.

### ARCO Plaza
Le complexe de gratte-ciel actuel a été construit sous le nom d'ARCO Plaza, avec une paire de tours de bureaux de 52 étages et de 213 mètres . L'une est devenue le nouveau siège mondial de l' Atlantic Richfield Company (ARCO), l'actuelle tour Paul Hastings. Un complexe commercial souterrain était accessible par des escaliers mécaniques ouverts depuis la place au niveau de la rue.
Une fois achevées en 1972, les tours ARCO Plaza étaient les bâtiments les plus hauts de la ville pendant un an avant d'être dépassées par Aon Center et étaient les plus hautes tours jumelles du monde jusqu'à l'achèvement du World Trade Center à New York. Les tours sont les plus hauts bâtiments jumeaux des États-Unis en dehors de New York, où le Time Warner Center de 55 étages culmine à 230 mètres de haut.
En 1986, les copropriétaires ARCO et Bank of America ont vendu les immeubles à Shuwa Investments Corp, la filiale américaine de Shuwa Co. de Tokyo, pour 650 millions de dollars, tandis que les deux sont restés locataires dans leurs tours respectives. Shuwa a ensuite vendu la propriété en 2003 à Thomas Properties Group et à d'autres investisseurs pour 270 millions de dollars,,.
Les tours sont construites à partir de cadres en acier recouverts de panneaux polis de granit vert-forêt et de panneaux de verre bronze. Cependant, en 2016, l'extérieur des deux étages supérieurs et le toit de service de la tour Paul Hastings ont été modifiés au nord, à l'est, et les flancs sud pour abriter leur siège et leurs bureaux modernisés. Cette modification comporte des garnitures argentées et des panneaux de verre vert-clair.

### City National Plaza
Le complexe ARCO Plaza a été renommé City National Plaza en 2005, et les tours sud et nord, respectivement, ont été renommées City National Tower et Paul Hastings Tower. Le bâtiment peu élevé à l'arrière de la place est connu sous le nom de Jewel Box et est occupé par le cabinet d'architectes Gensler qui a déménagé de Santa Monica en 2011.
La place comprend une sculpture-fontaine monumentale, Double Ascension de l'artiste Herbert Bayer .

## Occupants

### "Jewel Box"
- Gensler - entreprise d'architecture[8].

### Tour Paul Hastings

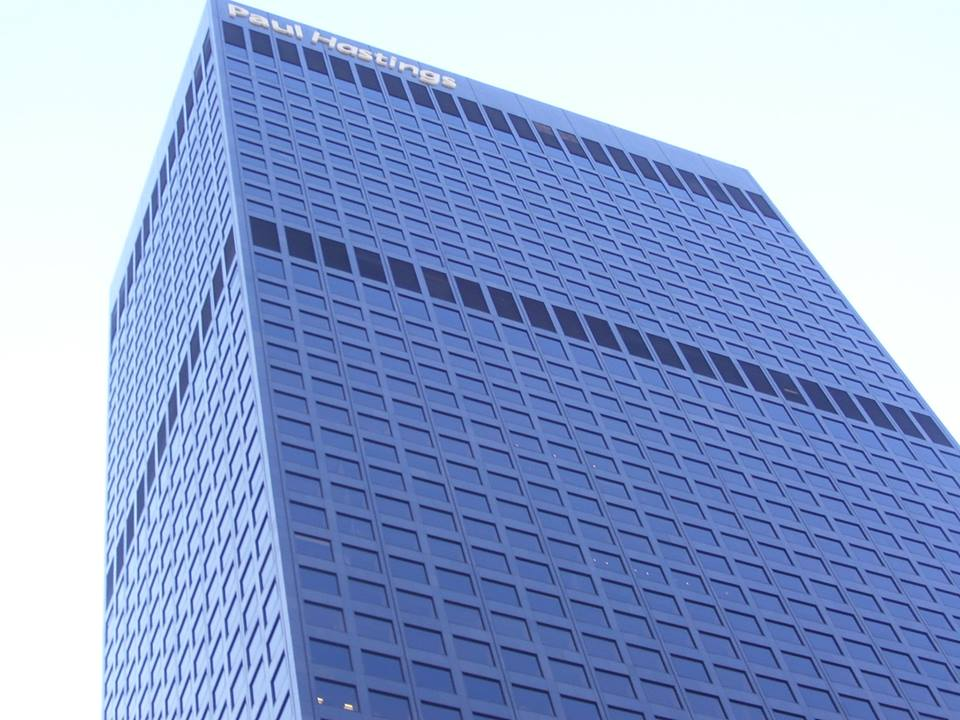
Photographie de la tour Paul Hastings depuis le sol en octobre 2013

- Boston Consulting Group
- Crowell et Moring
- RSM US
- Grant Thornton
- Northwestern Mutual - Los Angeles
- Paul Hastings
- Regus [9]

### City National Bank Tower
- City National Bank
- Foley &amp; Lardner [10]
- Norton Rose Fulbright
- Jones Day [11]
- Katten Muchin Rosenman [12]
- Kroll [13]
- Studio Rottet [14]
- Squire Patton Boggs
- Turner Construction [15]
- White & Case LLP [16]

## Centre commercial
ARCO Plaza propose 20 000 m2 de surface commerciale répartie sur deux niveaux. Cette innovation a attiré l'attention du fait de l'originalité de proposer un centre commercial dans un complexe de  de bureaux et pour son design élégant de passerelles en briques, de puits d'escalator carrelés et de fleurs fraîches. Il y avait plus de 40 commerces et services et plus de 10 restaurants dont le «François». Lors de la rénovation de 2004, le niveau inférieur de magasins a été converti en parking et aujourd'hui le niveau restant est une aire de restauration.

## Dans la culture populaire
- En vedette dans la série de 1968 "Adam-12 Skywatch partie 1" . Reed et Malloy localisent les suspects de vol au 26e étage lors d'un entraînement croisé avec l'unité aérienne.
- Présent tout au long du film de 1971 The Omega Man (qui a été filmé pendant la phase de construction de la Plaza) à différentes étapes de réalisation.
- Zone de la place et sculpture sur l'eau en vedette dans le film deMarathon Man  sorti en 1976.
- Le complexe a également été largement présenté dans la mini-série de NBC :  The Moneychangers sortie en 1976 et qui mettait en vedette Kirk Douglas, Christopher Plummer, Susan Flannery, Anne Baxter et Timothy Bottoms . La succursale de Bank of America alors située dans la Jewel Box a été rebaptisée succursale principale de la First Mercantile American Bank (FMA) pour les tournages extérieurs et intérieurs. Plusieurs plans extérieurs de la tour ARCO (maintenant la tour Paul Hastings) ont été utilisés pour la suggérer comme emplacement des bureaux exécutifs de FMA.
- La tour nord "Paul Hastings" a été représentée comme étant frappée par un missile air-air Sidewinder (un tir qui utilisait une miniature détaillée des deux tours), dans le film de 1983, Tonnerre de feu .
- Dans le film de 2015, San Andreas, les tours jumelles ont été montrées se balançant violemment lors d'un tremblement de terre et dans un plan ultérieur, la tour Paul Hastings a été montrée tombant sur la City National Tower.